# Lata 30. XX wieku
Lata 30. XX wieku
Stulecia: XIX wiek ~ XX wiek ~ XXI wiek
Dziesięciolecia: 1880–1889 « 1890–1899 « 1900–1909 « 1910–1919 « 1920–1929 « 1930–1939 » 1940–1949 » 1950–1959 » 1960–1969 » 1970–1979 » 1980–1989
Lata: 1930 • 1931 • 1932 • 1933 • 1934 • 1935 • 1936 • 1937 • 1938 • 1939

## Wydarzenia

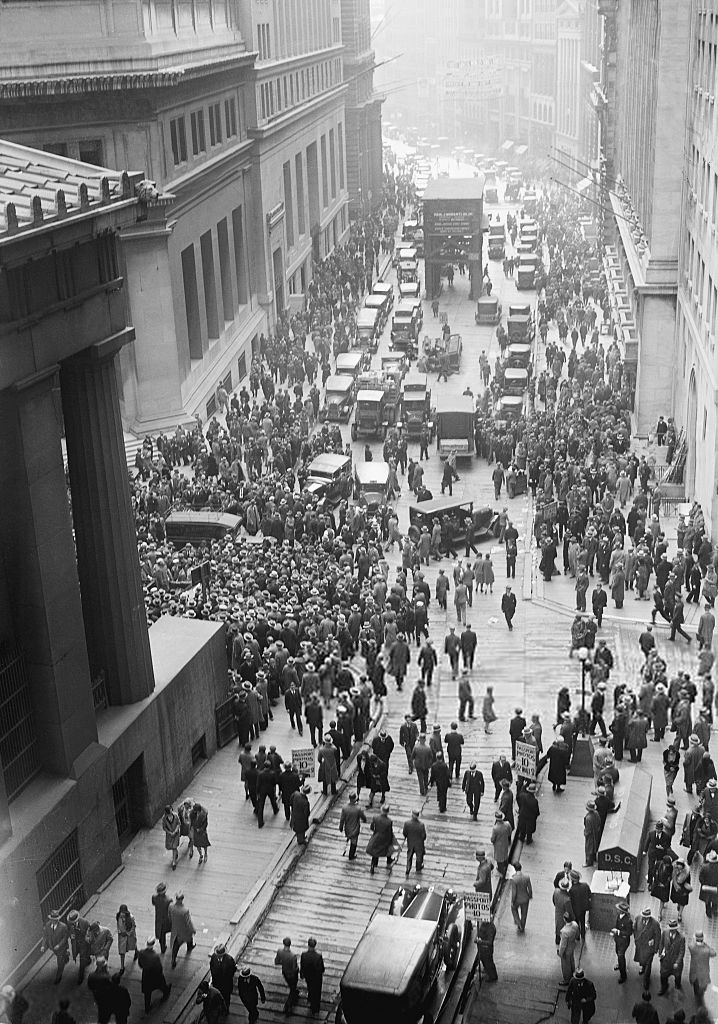
Wielki kryzys

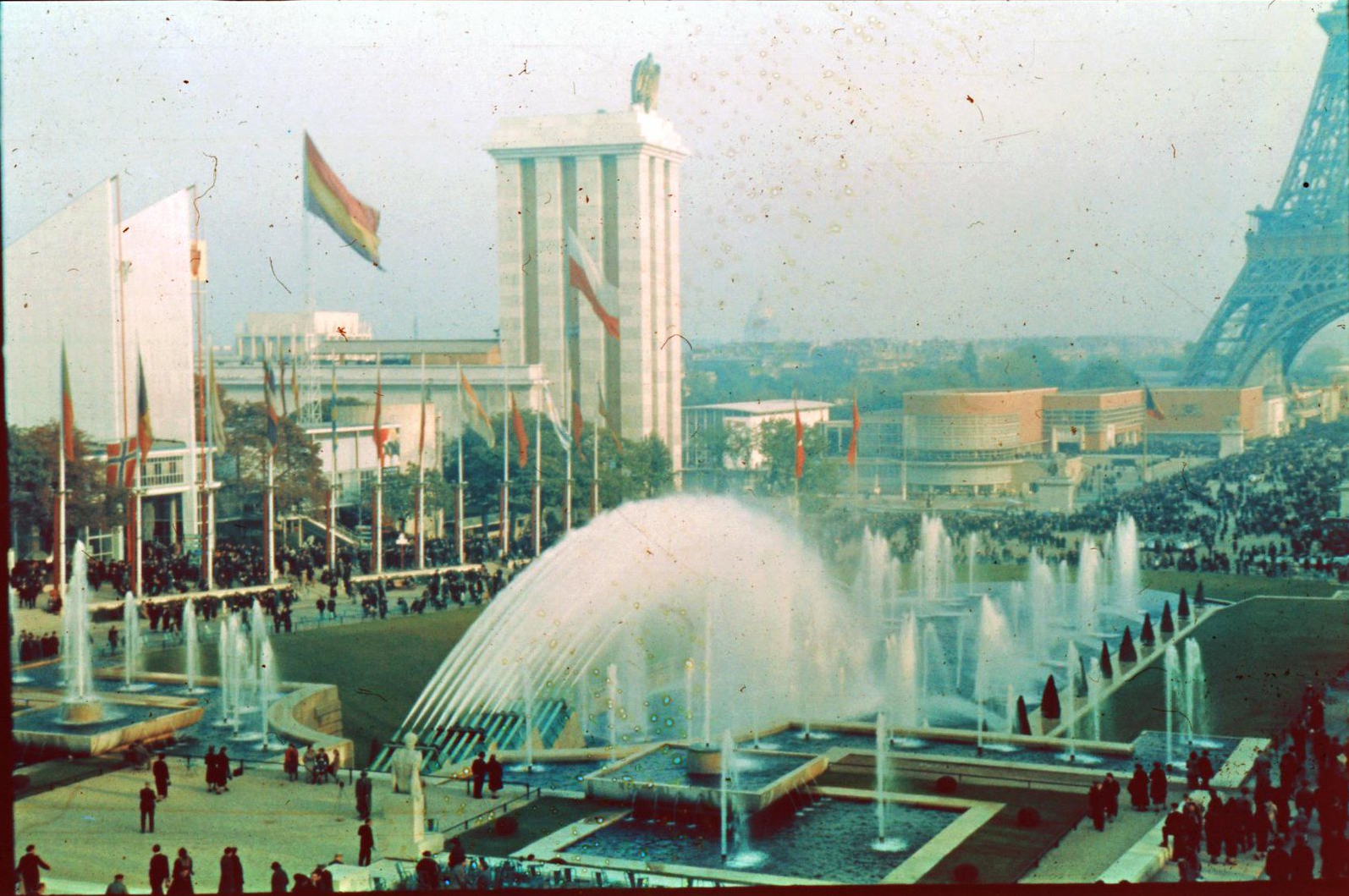
Wystawa Światowa na placu Warszawskim w Paryżu w 1937 na nowatorskiej, wynalezionej rok wcześniej fotografii barwnej Agfacolor

Marsz solny

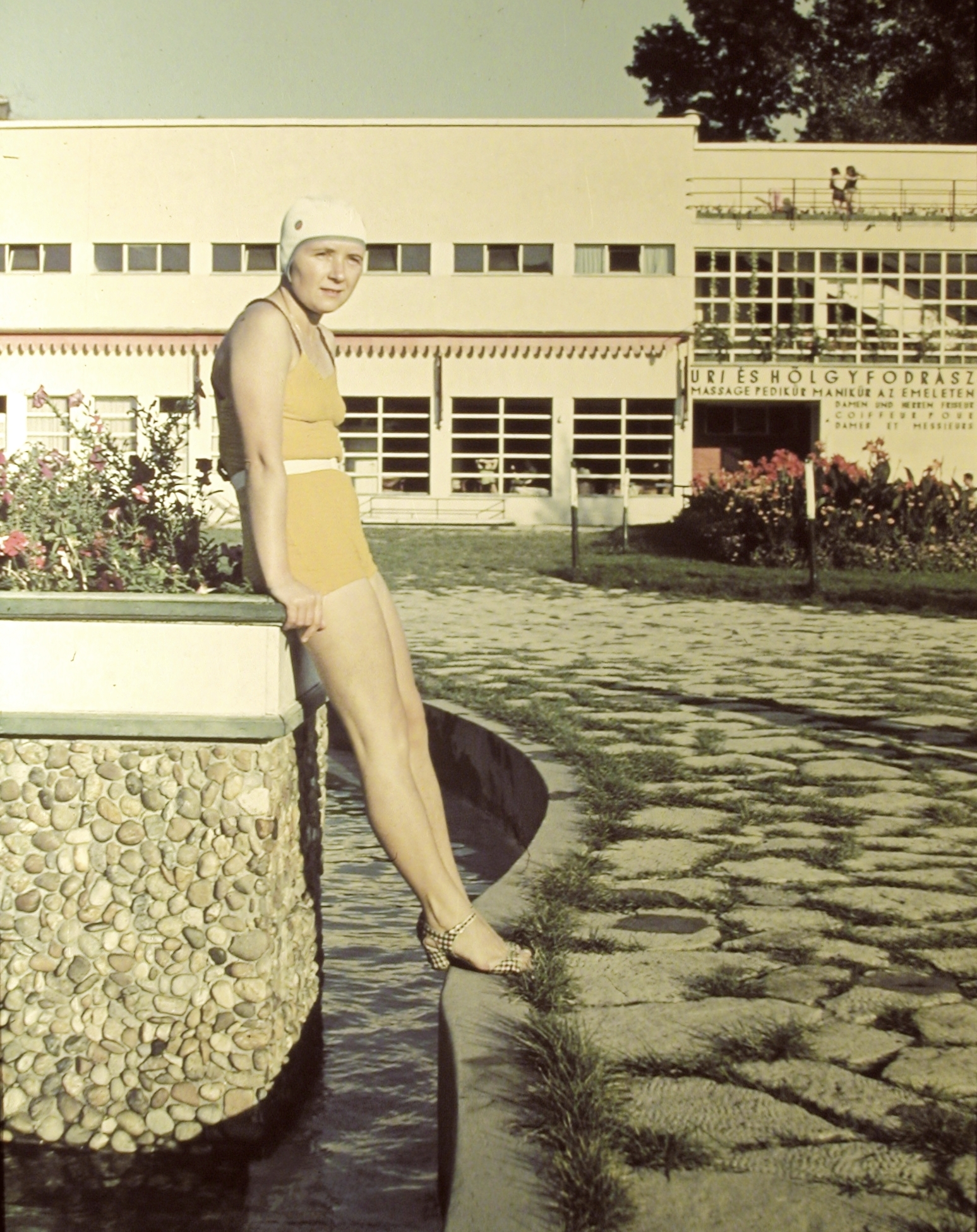
Wypoczynek na basenie w Budapeszcie w 1939

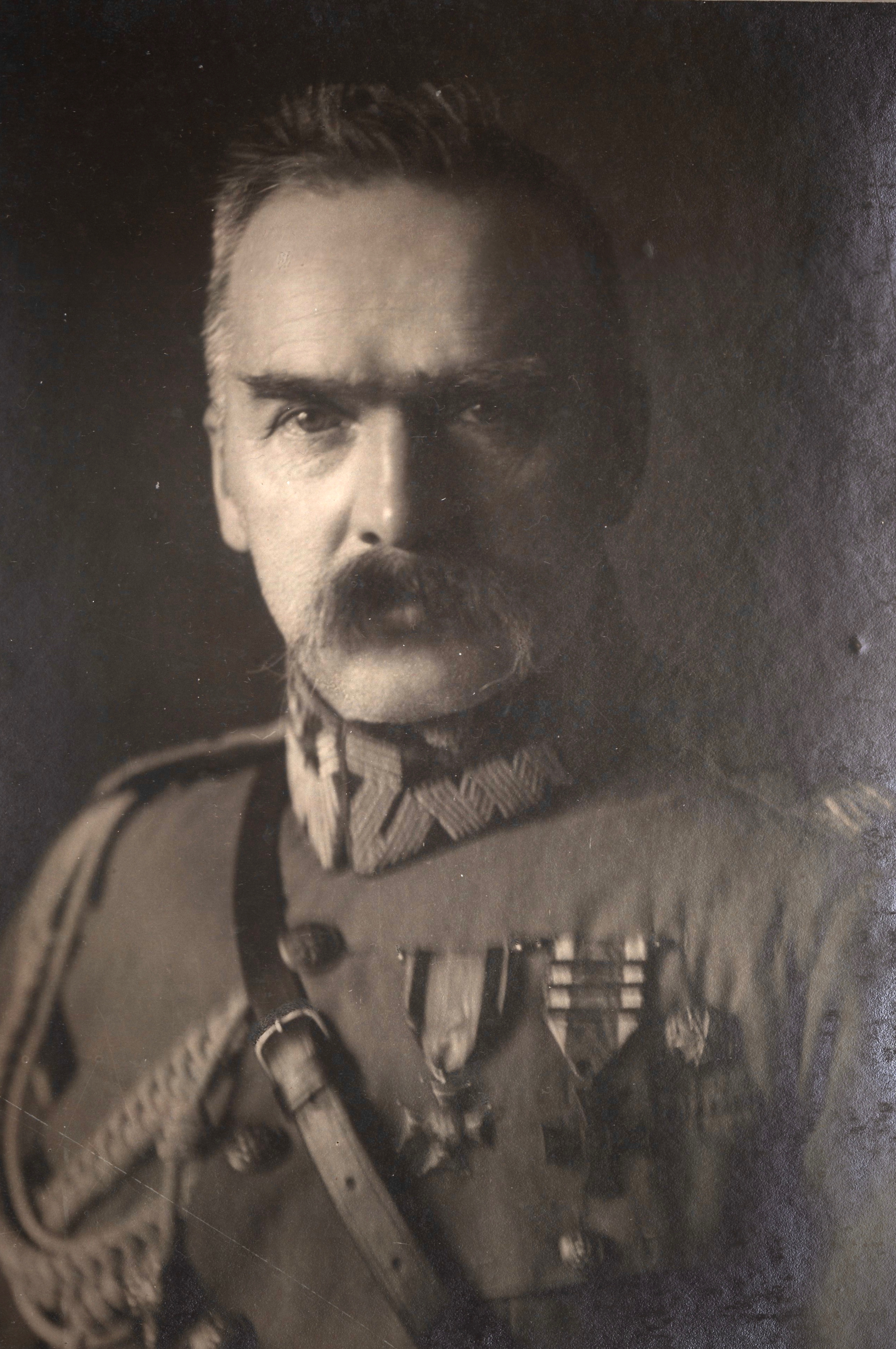
Marszałek Polski Józef Piłsudski

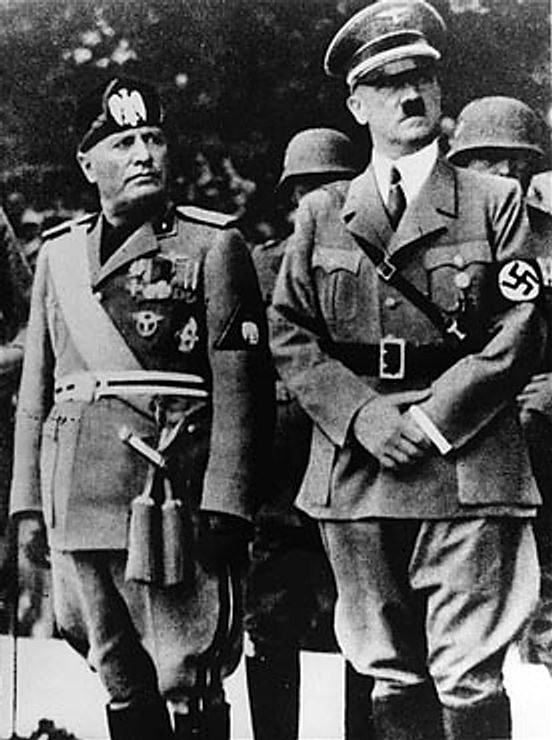
Duce Benito Mussolini(z lewej) i Führer Adolf Hitler(z prawej)

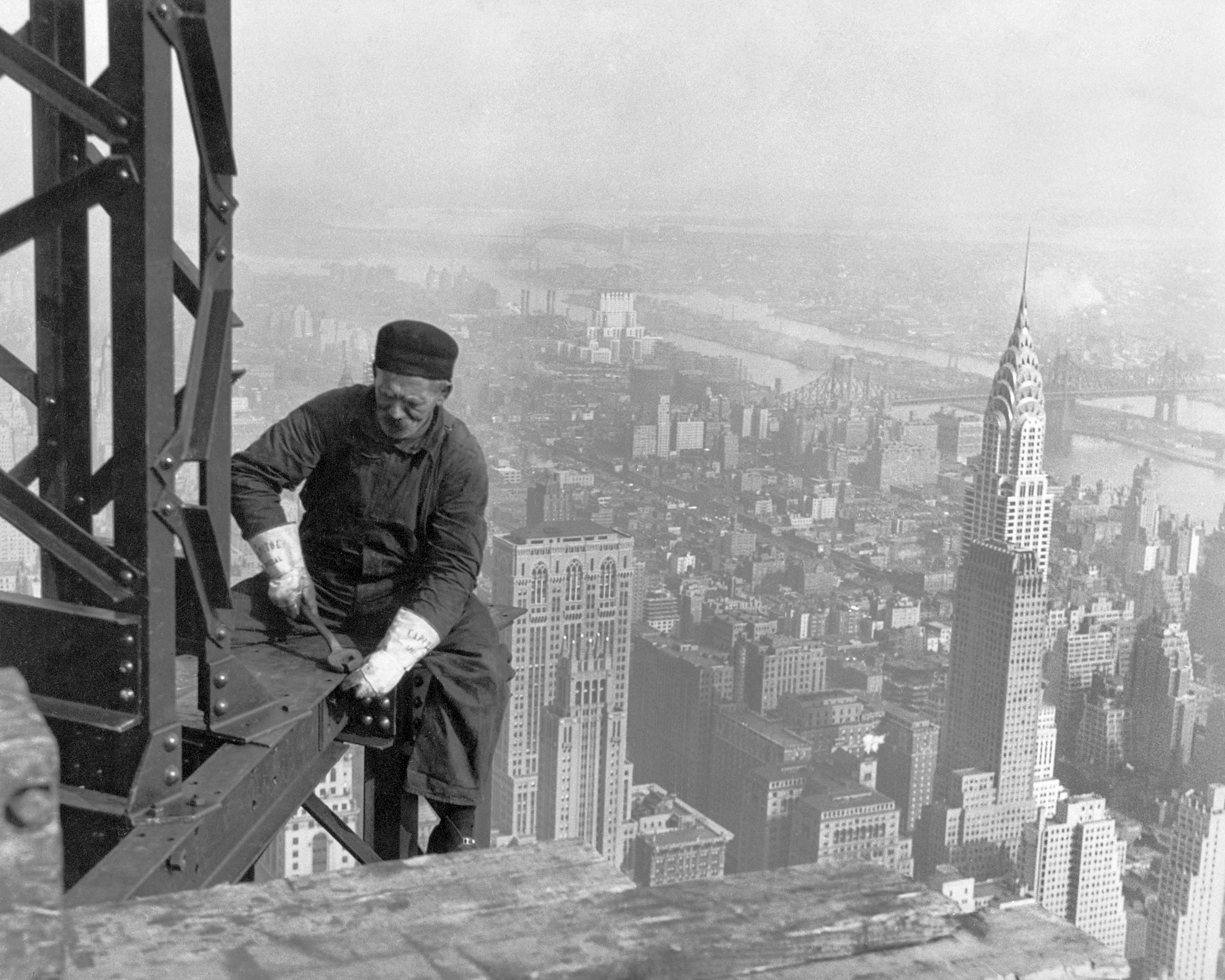
Budowa i otwarcie Empire State Building

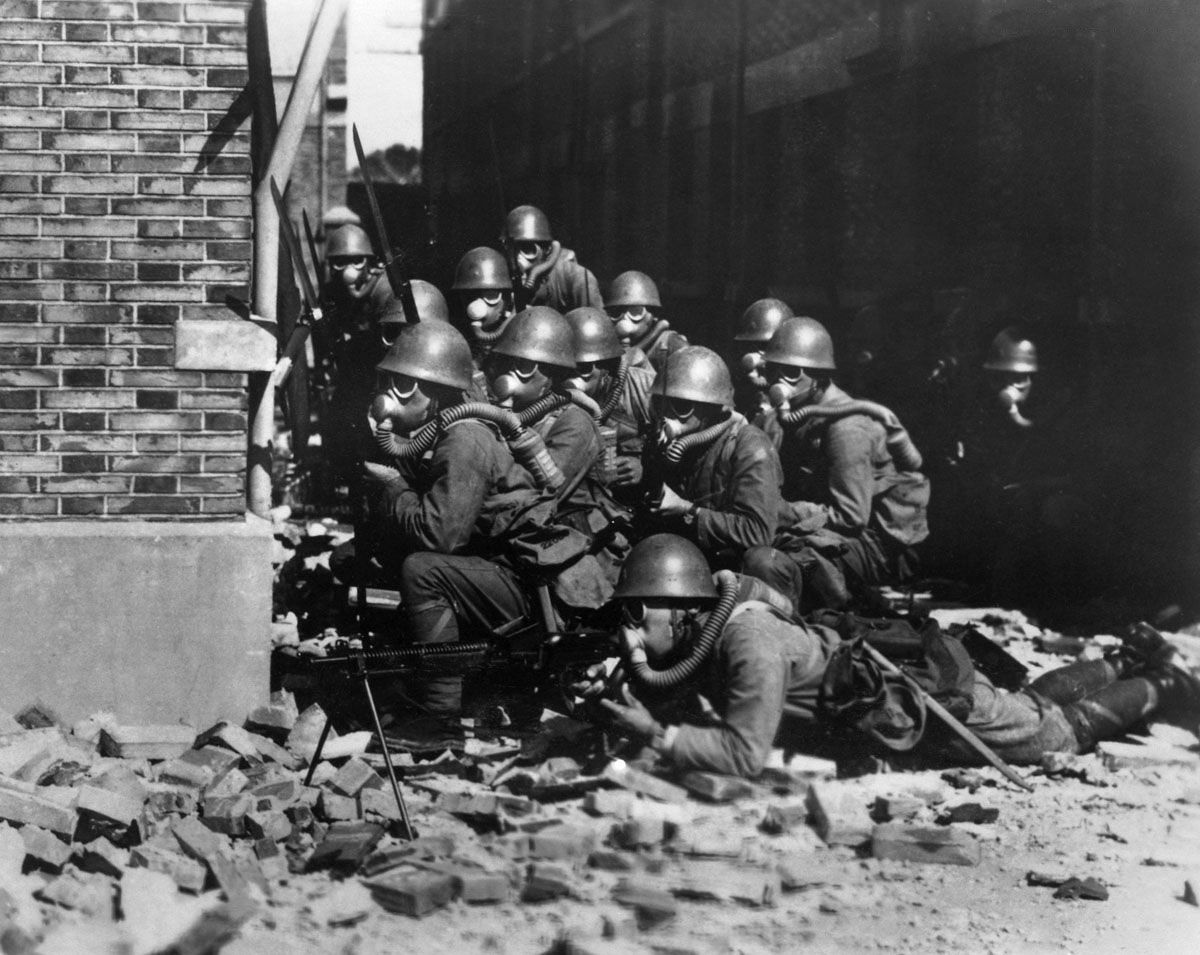
Wojna chińsko-japońska

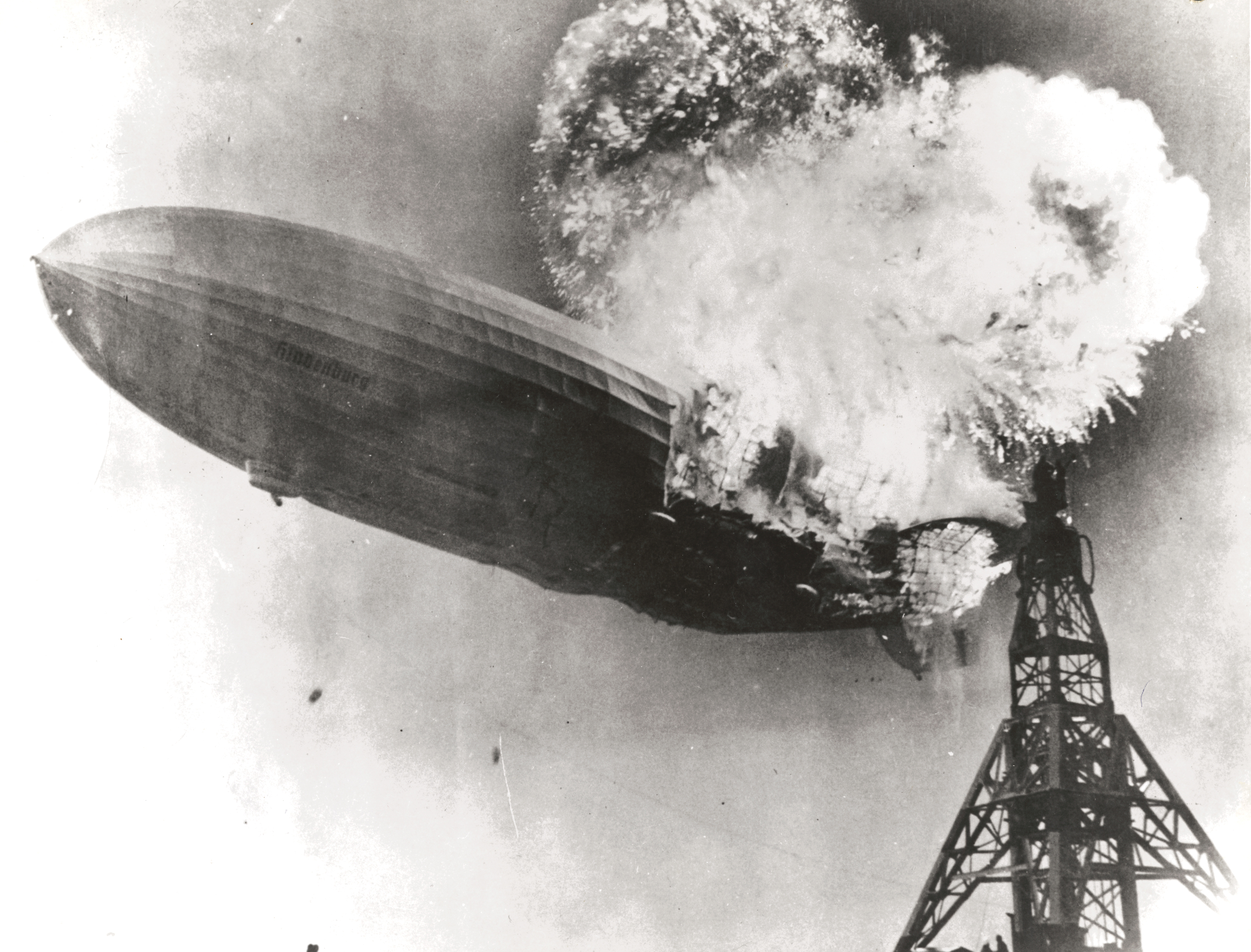
Katastrofa Hindenburga w 1937

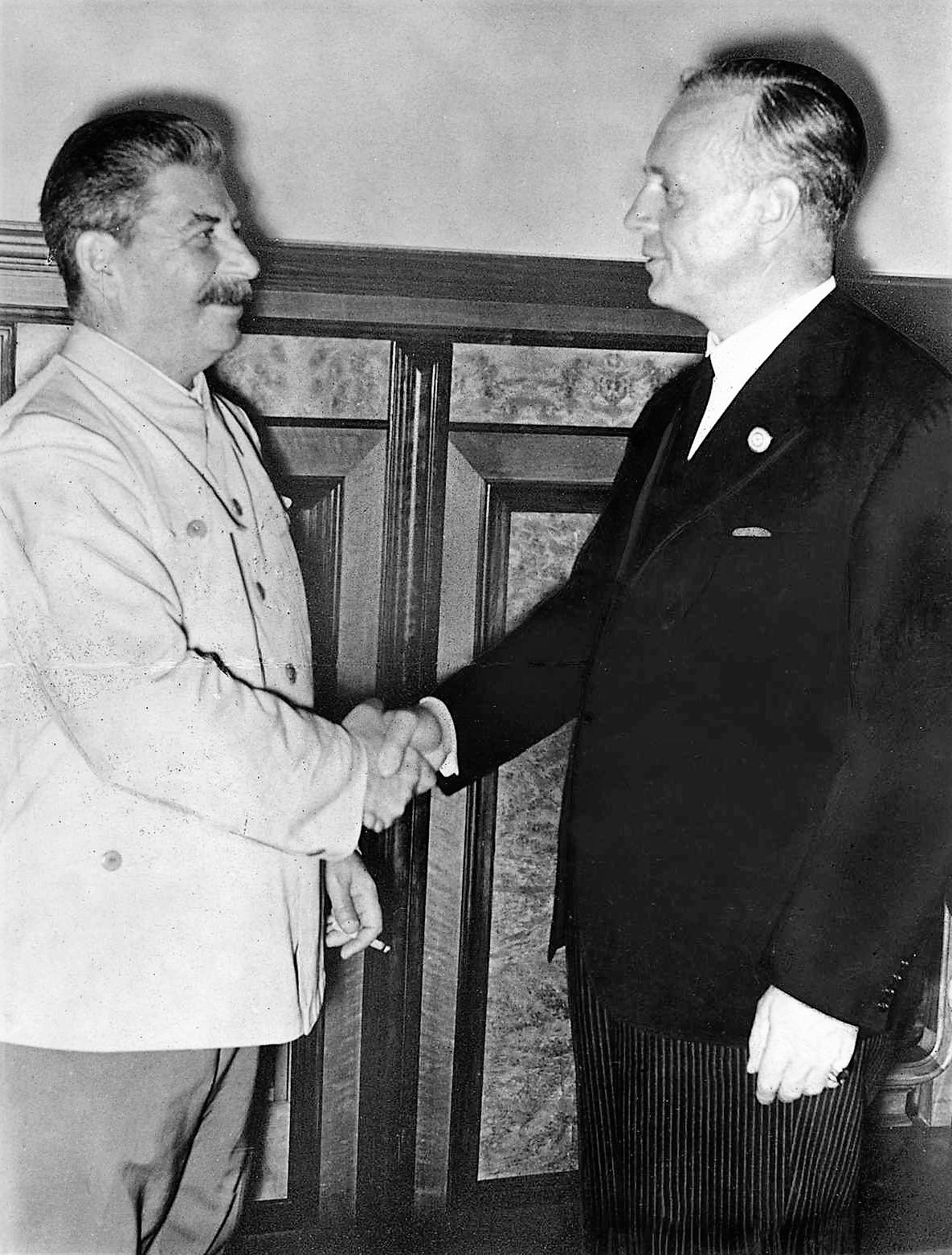
Józef Stalin i Joachim von Ribbentrop po podpisaniu tzw. Pakt Ribbentrop-Mołotow

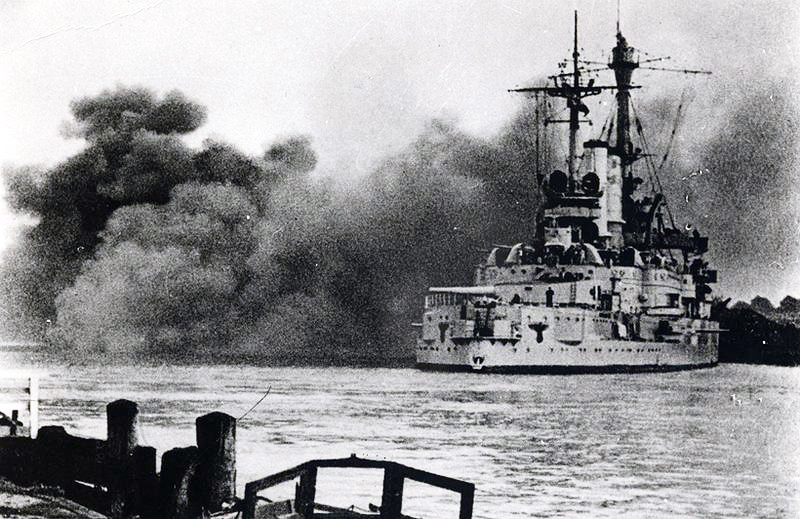
Wybuch II wojny światowej 1 września 1939

- 1930 – pierwsze mistrzostwa świata w piłce nożnej rozegrane w Urugwaju wygrali gospodarze turnieju
- 1932–1933 – Wielki głód na Ukrainie
- 1933 – Adolf Hitler dochodzi w Niemczech do władzy i przy pomocy Józefa Stalina i ZSRR w ciągu dziesięciolecia odbudowuje silne siły zbrojne, zrywając z postanowieniami traktatu wersalskiego.
- 30 czerwca–1 lipca 1934 – Noc długich noży.
- 1934–1935 – Długi Marsz.
- Faszyzm we Włoszech, narodowy socjalizm w Niemczech, stalinizm w ZSRR, militaryzm w Japonii.
- Wielki kryzys w gospodarce światowej.
- 1936–1939 – Hiszpańska wojna domowa.
- Otto Hahn, Lise Meitner i Fritz Straßmann odkrywają zjawisko rozszczepienie jądra atomowego.
- 1937–1938 – Wielki terror w ZSRR
- Odkrycie Plutona, uznanego wtedy za najdalszą planetę Układu Słonecznego.
- W Stanach Zjednoczonych Ameryki panuje niepodzielnie swing grany przez wielkie big-bandy Benny Goodmana, Duke'a Ellingtona i Counta Basiego (oraz dziesiątki mniejszych zespołów).
- Drapacze chmur, z Empire State Building na czele, budowane w USA.
- Wynalezienie radaru.
- 1937 – Katastrofa LZ 129 Hindenburga.
- 1938 – Układ monachijski.
- 9 listopada–10 listopada 1938 – Noc kryształowa.
- 1 września 1939 – wybuch II wojny światowej (kampania wrześniowa)
- 30 listopada 1939 – początek wojny zimowej
- W kinematografii amerykańskiej obowiązywała do 1934 tzw. era Pre-Code.

## Osoby

### Polityka
- Józef Stalin
- Adolf Hitler
- Józef Piłsudski
- Roman Dmowski
- Władysław Sikorski
- Benito Mussolini
- Herbert Hoover
- Franklin Delano Roosevelt
- Neville Chamberlain
- Albert Lebrun
- Maksim Litwinow
- Wiaczesław Mołotow
- Francisco Franco
- Hirohito
- Czang Kaj-szek
- Hajle Syllasje I
- Ignacy Mościcki
- Józef Beck

### Rozrywka
- Stan Laurel i Oliver Hardy (Flip i Flap)
- Louis Armstrong
- Fred Astaire
- Bing Crosby
- Duke Ellington
- Glenn Miller i jego orchestra
- The Mills Brothers
- Judy Garland
- Jean Harlow
- Katharine Hepburn
- Boris Karloff
- Béla Lugosi
- Bracia Marx
- Edward G. Robinson
- Ginger Rogers
- Fats Waller
- Alice Brady
- Benny Goodman
- Django Reinhardt
- Johnny Weissmuller
- Jadwiga Smosarska
- Hanka Ordonówna
- Eugeniusz Bodo
- Adolf Dymsza

### Kultura
- Jarosław Iwaszkiewicz
- Pablo Picasso
- Karol Szymanowski
- Julian Tuwim
- Antoni Słonimski
- Eugene O’Neill
- W.H. Auden
- John Galsworthy
- Harper Lee
- Raymond Chandler
- Pearl S. Buck
- Stanisław Ignacy Witkiewicz
- Witold Gombrowicz
- Maria Dąbrowska
- Bolesław Leśmian
- Zofia Nałkowska
- Maria Pawlikowska-Jasnorzewska
- Jan Brzechwa
- Tadeusz Boy-Żeleński

### Sport
- Stanisława Walasiewicz
- Janusz Kusociński
- Maria Kwaśniewska
- Jadwiga Wajsówna
- Stanisław Marusarz
- Bronisław Czech
- Ernest Wilimowski
- Władysław Król
- Paavo Nurmi
- Leônidas
- Joe Louis
- Jesse Owens
- Babe Ruth
- Joe DiMaggio